# Tim Berent
Tim Berent (Lübeck, 17 de julio de 1991) es un deportista alemán que compitió en remo como timonel. Ganó una medalla de bronce en el Campeonato Mundial de Remo de 2009, en la prueba de dos con timonel.

## Palmarés internacional
| Campeonato Mundial | Campeonato Mundial | Campeonato Mundial | Campeonato Mundial |
| Año                | Lugar              | Medalla            | Prueba             |
| ------------------ | ------------------ | ------------------ | ------------------ |
| 2009               | Poznań (Polonia)   | Medalla de bronce  | Dos con timonel    |